# Hanna Krabbe
Hanna Elise Krabbe (Bad Bentheim, 24 oktober 1945) is een voormalige Duitse terroriste en voormalig lid van de Rote Armee Fraktion (RAF). Ze nam in het voorjaar van 1975 deel aan de gijzeling in de Duitse ambassade in Stockholm, Zweden.
Hanna Krabbe groeide samen met haar zus Friederike Krabbe op in het stadje Bentheim en bezocht het gymnasium in Nordhorn. Haar ouders waren welgestelde textielfabrikanten en, ten tijde van het nationaalsocialisme, echte nazifunctionarissen (Gaujugendführer, NS-Frauenbund).
Krabbe begon aan een studie psychologie en werd lid van het Socialistisch Patiëntencollectief (Sozialistischen Patientenkollektiv, SPK) dat in de strijd tegen de artsenklasse een klasseloze maatschappij wilde scheppen en daarbij het gebruik van geweld niet uitsloot. Toen het SPK door de autoriteiten in het nauw werd gedreven en zich ophief, sloot Krabbe zich met verschillende andere SPK-leden bij de RAF aan. Haar jongere zus, Friederike, bewandelde later dezelfde weg.
Krabbe was lid van de RAF-groep Kommando Holger Meins. Op 24 april 1975 overviel en bezette de groep de Duitse ambassade in Stockholm. Bij de daarop volgende gijzeling werden militair attaché Andreas von Mirbach en economisch attaché Heinz Hillegaart doodgeschoten. Nadat de bom van de gijzelnemers was ontploft, bestormde de Zweedse politie de ambassade. Hanna Krabbe werd veroordeeld tot een levenslange gevangenisstraf en in de gevangenis van Lübeck (JVA Lübeck-Lauerhof) opgesloten. Na 21 jaar kreeg ze gratie en werd op 10 mei 1996 vrijgelaten.